# Carolina Maluhy
Carolina Maluhy (São Paulo, 5 de maio de 1975) é uma arquiteta brasileira. 
Formada pela Northeastern University em Boston, também estudou design na Sacci Università em Florença. Filha da estilista Candace Brown e neta da artista franco-canadense Marthe Dessureault, iniciou sua carreira trabalhando com Isay Weinfeld, onde colaborou em premiados projetos como Clube Chocolate, Hotel Fasano e Forneria San Paolo, entre outros.
Em 2005, abriu seu próprio escritório em São Paulo e, em 2015 uma nova sede em Londres. Atualmente, além da produção no Brasil, tem projetos em países como Inglaterra, Alemanha, Portugal, Grécia, Itália e França. Dentre seus trabalhos mais conhecidos em escala residencial e comercial, estão o Empório e Templo do Bosque na Fazenda Boa Vista, e as lojas de Alexandre Birman, Cris Barros e A. Niemeyer, dentre outros.
O portfólio do estúdio também inclui interiores, design de produtos e design de móveis, e foi reconhecido por prêmios internacionais como Dezeen Awards, Prix Versailles Awards e Loop Awards, assim como a nomeação como jurada do Deezen Awards  . Sua produção se caracteriza pela pureza do desenho formal em composições volumétricas e proporções equilibradas, atrelado ao uso de materiais naturais - como concreto, pedra e madeira - e elementos arquitetônicos tradicionais da arquitetura contemporânea.

## Prêmios
- A. Niemeyer Iguatemi SP [2]
- A. Niemeyer Iguatemi SP [3]
- Woodland Temple SP [4]

## External Links
- <<Site oficial>> (em português e inglês)
- Perfil – O Estadão, 2018